# Lancaster Canal
Lancaster Canal är en kanal i Storbritannien.   Den ligger i riksdelen England, i den centrala delen av landet, 300 km nordväst om huvudstaden London.